# Lăga, Sofia
Lăga (în bulgară Лъга) este un sat în comuna Etropole, regiunea Sofia,  Bulgaria. 

## Demografie
Componența etnică a satului Lăga
     Bulgari (86,59%)
     Nicio identificare (13,4%)
     Altele (0%)
La recensământul din 2011, populația satului Lăga era de 194 locuitori. Din punct de vedere etnic, majoritatea locuitorilor (86,59%) erau bulgari. Pentru 13,4% din locuitori nu este cunoscută apartenența etnică.